# Flashback – Mörderische Ferien
Pour les articles homonymes, voir Flashback et Flashback (homonymie).
Flashback – Mörderische Ferien est un film d'horreur allemand réalisé par Michael Karen, sorti en 2000 en Allemagne et en 2008 en France.

## Synopsis
À l'âge de 9 ans, Jeannette Fielmann a été le témoin de l'assassinat de ses parents. Après de longues années passées dans un centre psychiatrique, son psychiatre pense qu'elle est prête à redémarrer une nouvelle vie. Il lui procure un travail pour les vacances d'été : donner des leçons en italien au fils et aux deux filles d'un ami aisé. Mais son passé rejaillit : des personnes disparaissent, le meurtrier est de retour...

## Fiche technique
- Titre original : Flashback – Mörderische Ferien
- Réalisateur : Michael Karen
- Scénario : Natalie Scharf
- Images : Peter-Joachim Krause
- Montage : Behruz Torbati
- Musique : Siggi Mueller
- Producteur : Rikolt von Gagern
- Société de production : Tele-München Fernseh (Munich) ; Clasart Film und Fernsehproduktionsgesellschaft (Munich)
- Pays d'origine : Allemagne
- Dates de tournages : 17.08.1999 - 12.10.1999
- Sortie :  Allemagne : 6 avril 2000 ;  France : 12 février 2008
- Genre : horreur
- Durée : 95 minutes

## Distribution
- Valerie Niehaus : Jeanette Fielmann
- Xaver Hutter : Leon Schroeder
- Alexandra Neldel : Melissa Schroeder
- Simone Hanselmann : Lissy Schroeder
- Erich Schleyer : Dr Martin
- Detlev Buck : le psychiatre
- Katja Woywood : Ella
- Christian Näthe : Paul
- Elke Sommer : Frau Lust
- Fabian Zapatka : Jörg
- Allegra Curtis : Michelle Fielmann
- Marina Mehlinger : Saskia